# Rosemary G. Gillespie
Rosemary G. Gillespie, née le 5 juin 1957, est une arachnologiste et biologiste de l'évolution américaine.
Elle est diplômée de l'université du Tennessee et travaille à l'université de Californie à Berkeley. C'est une spécialiste de l'arachnofaune océanienne et de la biodiversité insulaire.

## Distinctions
- 2005 Presidential Award for Excellence in Science, Mathematics, and Engineering Mentoring (PAESMEM)[3].
- 2019 IBS Alfred Russel Wallace Award[4].

## Taxons nommés en son honneur
- Havaika gillespieae Prószynski, 2008

## Quelques taxons décrits
- Argyrodes ilipoepoe Rivera & Gillespie, 2010
- Argyrodes laja Rivera & Gillespie, 2010
- Ariamnes alepeleke Gillespie & Rivera, 2007
- Ariamnes hiwa Gillespie & Rivera, 2007
- Ariamnes huinakolu Gillespie & Rivera, 2007
- Ariamnes kahili Gillespie & Rivera, 2007
- Ariamnes laau Gillespie & Rivera, 2007
- Ariamnes makue Gillespie & Rivera, 2007
- Ariamnes melekalikimaka Gillespie & Rivera, 2007
- Ariamnes poele Gillespie & Rivera, 2007
- Ariamnes uwepa Gillespie & Rivera, 2007
- Ariamnes waikula Gillespie & Rivera, 2007
- Tetragnatha acuta Gillespie, 1992
- Tetragnatha albida Gillespie, 1994
- Tetragnatha anuenue Gillespie, 2002
- Tetragnatha brevignatha Gillespie, 1992
- Tetragnatha eurychasma Gillespie, 1992
- Tetragnatha filiciphilia Gillespie, 1992
- Tetragnatha kamakou Gillespie, 1992
- Tetragnatha kapua Gillespie, 2003
- Tetragnatha kea Gillespie, 1994
- Tetragnatha kikokiko Gillespie, 2002
- Tetragnatha kukuhaa Gillespie, 2002
- Tetragnatha kukuiki Gillespie, 2002
- Tetragnatha lena Gillespie, 2003
- Tetragnatha limu Gillespie, 2003
- Tetragnatha macracantha Gillespie, 1992
- Tetragnatha maka Gillespie, 1994
- Tetragnatha mohihi Gillespie, 1992
- Tetragnatha moua Gillespie, 2003
- Tetragnatha obscura Gillespie, 2002
- Tetragnatha oomua Gillespie, 2003
- Tetragnatha palikea Gillespie, 2003
- Tetragnatha paludicola Gillespie, 1992
- Tetragnatha perreirai Gillespie, 1992
- Tetragnatha pilosa Gillespie, 1992
- Tetragnatha polychromata Gillespie, 1992
- Tetragnatha punua Gillespie, 2003
- Tetragnatha quasimodo Gillespie, 1992
- Tetragnatha rava Gillespie, 2003
- Tetragnatha stelarobusta Gillespie, 1992
- Tetragnatha tahuata Gillespie, 2003
- Tetragnatha tantalus Gillespie, 1992
- Tetragnatha trituberculata Gillespie, 1992
- Tetragnatha tuamoaa Gillespie, 2003
- Tetragnatha uluhe Gillespie, 2003
- Tetragnatha waikamoi Gillespie, 1992